# Metopodicha ernesti
Metopodicha ernesti là một loài bướm đêm trong họ Noctuidae.